# Bułgaria na Letnich Igrzyskach Paraolimpijskich 2004
Bułgaria na Letnich Igrzyskach Paraolimpijskich 2004 w Atenach reprezentowało 9 zawodników, 6 mężczyzn i 3 kobiety. Reprezentacja Bułgarii nie zdobyła żadnych medali. Zajęli 76. miejsce w klasyfikacji medalowej.